# Torsofuck
Torsofuck es una banda finlandesa de slam brutal Death metal/brutal Death metal Death metal /goregrind formada en Harjavalta, Finlandia, Actualmente se ubica en Espoo, Uusimaa La banda es mayormente conocida por el álbum Erotic Diarrhea Fantasy en 2004, y realizó algunas giras por Finlandia y el extranjero. Dieron su último concierto en 2009 y los miembros han dicho que es muy improbable que la banda vuelva a juntarse. Actualmente la banda saco nuevo contenido en 2025, con nuevos miembros
Los antiguos miembros de Torsofuck son veteranos de otras bandas del metal extremo, como Torture Killer, Demigod, Archgoat, Funeral Feast, Slugathor, Pus, Eruption y Cadaveric Incubator.

## Historia
Torsofuck fue creada en 1995, lanzando algunos demos en los años siguientes A lo largo de su carrera, se han destacado por su música extremadamente agresiva y letras explícitamente violentas y obscenas, características comunes del brutal death metal. Su enfoque en temas controvertidos y su estilo musical extremadamente técnico y rápido los han posicionado como una banda prominente dentro de la escena underground del metal extremo en Finlandia.
La banda lanzó High Level Cannibalistic Violence en 1999, siendo su primer trabajo profesional. Después de un breve hiatus, en el año 2001 aparecieron en el split Disgusting Gore and Pathology/Polymorphisms to Severe Sepsis in Trauma junto a la banda Lymphatic Phlegm, para volver a desaparecer un tiempo. Este trabajo fue relanzado en el año 2020 en una limitado tiraje de 25 cassettes. En este periodo es lanzado el álbum Erotic Diarrhea Fantasy, siendo uno de sus trabajos más reconocidos en el brutal death metal es significativa, especialmente en términos de su estilo distintivo y su enfoque sin concesiones hacia la música extrema.
Aunque han ganado cierta notoriedad dentro de los círculos de metal extremo, Torsofuck también ha sido objeto de críticas y controversias debido a la naturaleza gráfica y explícita de sus letras, que a menudo abordan temas de violencia extrema, gore y sexualidad de manera provocativa.
La banda fue una de las artistas en el festival de metal underground Maryland Deathfest en 2008 , como única banda finlandesa.
Después de varios años de hiatus, Mikko Friberg regreso a la música con el proyecto paralelo Torso, el cual el single Demonic Vomiting, lanzado en 2019.

## Temáticas
Las temáticas de Torsofuck hablan sobre: Gore, Perversión, Misoginia, Necrofilia, Zoofilia y Humor crudo

## Miembros

### Miembros actuales (2025)
- Mikko Friberg - voz y guitarra
- Miro Friberg - batería
- Tarmo Aho - bajo

### Antiguos miembros
- Åke Andersson - guitarra
- Jarkko Rännäli - guitarra
- Jaazer - batería
- Tero Meriläinen - bajo
- Valtteri "Mömmö" Salén - guitarra
- Jarkko Haapala - batería, guitarra y bajo
- Toumas Karppinen - guitarra
- Anti Oinonen - bajo
- Toumo Latvala - batería

## Discografía

### Demos
- 1999 – High Level Cannibalistic Violence
- 2020 – Disgusting Gore And Pathology  Split With Lymphatic Phlegm (Feat Bizarre Leprous, y	relanzado en 2020)
- 2023 Necropervert

### Álbumes
- 2004 – Erotic Diarrhea Fantasy (Goregiastic)
- 2023 - Postpartum Extasy (Morbid Generation Records)

### Álbum en vivo
- 2019 - Live Mexico Tour 2008

### Eps y Singles
- 2020 - Disgusting Gore and pathology (relanzado)
- 2025 - Sickening Stench
- 2025 - Feasting on Carved Remains"